# (6055) Brunelleschi
(6055) Brunelleschi (2158 T-3) – planetoida z grupy pasa głównego asteroid okrążająca Słońce w ciągu 3,22 lat w średniej odległości 2,18 j.a. Odkryta 16 października 1977 roku.